# Урибе, Иманол
Имано́л Ури́бе (Иманоль Урибе исп.  Imanol Uribe; род. 28 февраля 1950, Сан-Сальвадор) — испанский кинорежиссёр, сценарист, продюсер. Номинант и лауреат многих национальных и международных премий. Живёт и работает в Сан-Себастьяне. Тематика многих его фильмов, в особенности, документальных, связана со Страной Басков.

## Биография
Родился в Сальвадоре. Начал учиться в Школе журналистики в Мадриде, окончил Мадридскую киношколу. Основал несколько продюсерских компаний. Начал с короткометражных и документальных лент, съёмки которых заложили основы сотрудничества с оператором Хавьером Агирресаробе, продолжающегося с 1977 года.
В 1982—2004 годах был женат на актрисе Марии Барранко и снял её в фильмах «Зачарованный король», «Бвана», «Путешествие Кэрол». В ленте Альмодовара «Женщины на грани нервного срыва» они как актёры были заняты оба (Урибе в эпизодической роли).

## Режиссёрские работы
- 1972 : Jack
- 1974 : De oca a oca y tiro porque me toca
- 1976 : Off , короткометражный
- 1977 : Ez , короткометражный
- 1979 : El Proceso de Burgos, документальный полнометражный (премия Сан-Себастьянского МКФ за лучший фильм на испанском языке)
- 1981 : La Fuga de Segovia
- 1983 : Ikuska 13. Euskal Kanta Berria. La Nueva Canción Vasca
- 1983 : Guipuzkoa Donostia: Costa Guipuzcoana
- 1984 : Смерть Микеля / La Muerte de Mikel
- 1986 : Прощай, малышка/ Adiós Pequeña
- 1989 : Чёрная луна / La Luna Negra (номинация на премию за лучший фильм на МКФ в Сиджесe, две премии МКФ Fantasporto)
- 1991 : La Huella del Crimen: el Crimen del expreso de Andalucía , телевизионный
- 1991 : Зачарованный король / El Rey Pasmado, по историческому роману Гонсало Торренте Бальестера (номинация на премию «Гойя»)
- 1992 : La Mujer de tu Vida 2: la Mujer Gafe, телевизионный
- 1994 : Считанные дни / Días Contados (премия «Гойя» за адаптированный сценарий (по роману Хуана Мадрида, адаптирован Иманолом Урибе) и режиссуру, Золотая раковина МКФ в Сан-Себастьяне, премия Барселонского радио)
- 1996 : Бвана / Bwana (Золотая раковина МКФ в Сан-Себастьяне, номинация на премию «Гойя»)
- 1997 : Haika Mutil
- 1999 : Чужаки / Extraños
- 1999 : Полнолуние / Plenilunio, по роману Антонио Муньоса Молины)
- 2002 : Путешествие Кэрол / El Viaje de Carol (Хрустальный медведь Берлинского МКФ)
- 2004 : Manipulación, документальный
- 2007 : Карта небесной сферы[исп.] / La Carta Esférica, по роману «Карта небесной сферы, или Тайный меридиан» Артуро Переса-Реверте (номинация на премию «Гойя» за лучший сценарий)